# Ealing Common metróállomás
Az Ealing Common a londoni metró egyik állomása a 3-as zónában, a District line és a Piccadilly line érinti.

## Története
Az állomást 1879. július 1-jén adták át a District Railway részeként. 1886-tól 1910-ig Ealing Common and West Acton néven üzemelt. 1932. július 4-étől a Piccadilly line megállójaként is üzemel.

## Forgalom
| Járat | Útvonal | Gyakoriság    |
| ----- | --- | ------------- |
|       | Upminster – Upminster Bridge – Hornchurch – Elm Park – Dagenham East – Dagenham Heathway – Becontree – Upney – Barking – East Ham – Upton Park – Plaistow – West Ham – Bromley-by-Bow – Bow Road – Mile End – Stepney Green – Whitechapel – Aldgate East – Tower Hill – Monument – Cannon Street – Mansion House – Blackfriars – Temple – Embankment – Westminster – St. James’s Park – Victoria – Sloane Square – South Kensington – Gloucester Road – Earl’s Court – West Kensington – Barons Court – Hammersmith – Ravenscourt Park – Stamford Brook – Turnham Green – Chiswick Park – Acton Town – Ealing Common – Ealing Broadway      | 10 percenként |
|       | Cockfosters – Oakwood – Southgate – Arnos Grove – Bounds Green – Wood Green – Turnpike Lane – Manor House – Finsbury Park – Arsenal – Holloway Road – Caledonian Road – King’s Cross St. Pancras – Russell Square – Holborn – Covent Garden – Leicester Square – Piccadilly Circus – Green Park – Hyde Park Corner – Knightsbridge – South Kensington – Gloucester Road – Earl’s Court – Barons Court – Hammersmith – Turnham Green – Acton Town – Ealing Common – North Ealing – Park Royal – Alperton – Sudbury Town – Sudbury Hill – South Harrow – Rayners Lane – Eastcote – Ruislip Manor – Ruislip – Ickenham – Hillingdon – Uxbridge | 5 percenként  |

## Átszállási kapcsolatok
| Állomás       | Átszállási kapcsolatok       |
| ------------- | ---------------------------- |
| Ealing Common | Helyi buszok (Ealing Common) |

## Fordítás
- Ez a szócikk részben vagy egészben  az   Ealing Common tube station című angol Wikipédia-szócikk fordításán alapul.  Az eredeti cikk szerkesztőit annak laptörténete sorolja fel. Ez a jelzés csupán a megfogalmazás eredetét és a szerzői jogokat jelzi, nem szolgál a cikkben szereplő információk forrásmegjelöléseként.